# Will Svitek
Will Svitek (rodným jménem Vilém Svítek, * 8. ledna 1982 Praha) je bývalý hráč amerického fotbalu působící v americké lize NFL (v roce 2006 také NFL Europe). Will je naturalizovaný Američan narozen v Česku (resp. Československu).

## Kariéra
Jeho kariéra začala na střední škole, po té hrál za prestižní univerzitu Stanford. V roce 2005 byl draftován v 6. kole do týmu Kansas City Chiefs. V roce 2006 působil v NFLE, kde hrál za tým Frankfurt Galaxy ve Frankfurtu se s týmem probojoval do World Bowlu, který nakonec vyhráli. V roce 2007 působil v týmu Arizona Cardinals, rok po té strávil sezónu mimo fotbal kvůli zranění. V únoru 2009 podepsal smlouvu s týmem Atlanta Falcons, kde působil v letech 2009-2012. V roce 2013 podepsal smlouvu s New England Patriots, o rok později přešel do týmu Cincinnati Bengals, což bylo v červnu 2014, o něco později však přešel do Tennessee Titans, po sezóně v tomhle týmu skončil kariéru.